# Rafael Lindqvist
Isak Rafael Lindqvist, född 15 januari 1867 i Uleåborg, död 10 oktober 1952 i Helsingfors, var en finlandssvensk författare och översättare. Han var son till Ludvig Isak Lindqvist och Olga Linsén.
Rafael Lindqvist var redaktör för den utpräglat antisemitiska skämttidningen Fyren 1904–1922 och medarbetare i Lapporörelsens svenskspråkiga tidskrift Aktivisten. Mellan 1924 och 1939 var han redaktör för Blinkfyren, och publicerade en del satiriska dikter. Han har även översatt rysk lyrik samt finsk lyrik till svenska.
Bland hans verk märks Rim och rapp (1907–1919), satiriska dikter tryckta under signaturen Sepia, översättningarna Ur Rysslands sång (1904) och Sånger i svart och rött (1924) samt antologin Finsk lyrik (2 band, 1929-1932).
Rafael Lindqvist stod även bakom en svenskspråkig finländsk upplaga av Sions vises protokoll (1919), året före den tyskspråkiga översättningen.

## Verk
- Förströelseverkets handtlangare: Politisk svartbok för finska medborgare. (1902)[4]
- Rim och rapp af Sepia: Första samlingen. (1907)
- Rim och rapp af Sepia: Andra samlingen. (1909)
- Rim och rapp: Ett urval fyr-verkerier av Sepia. 3(1919)
- Sprakfåle och pegas: Av Sepia. Ny samling rim och rapp. (1941)
- Ur en sprakfåles leverne. (1942)
- Sprakfålen: Hans vänner och ovänner. (1943)
- Mitt förlorade paradis: Bilder och minnen från Obbnäs och omnejd. (1946)